# Aster amellus
Flor estrella, o Aster amellus es una especie de fanerógama perteneciente al género de las asteráceas.

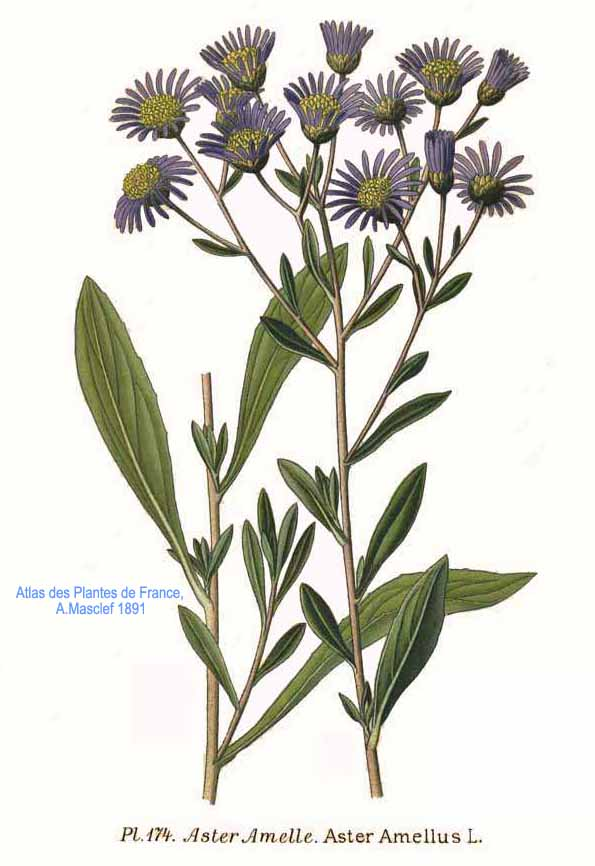
Ilustración

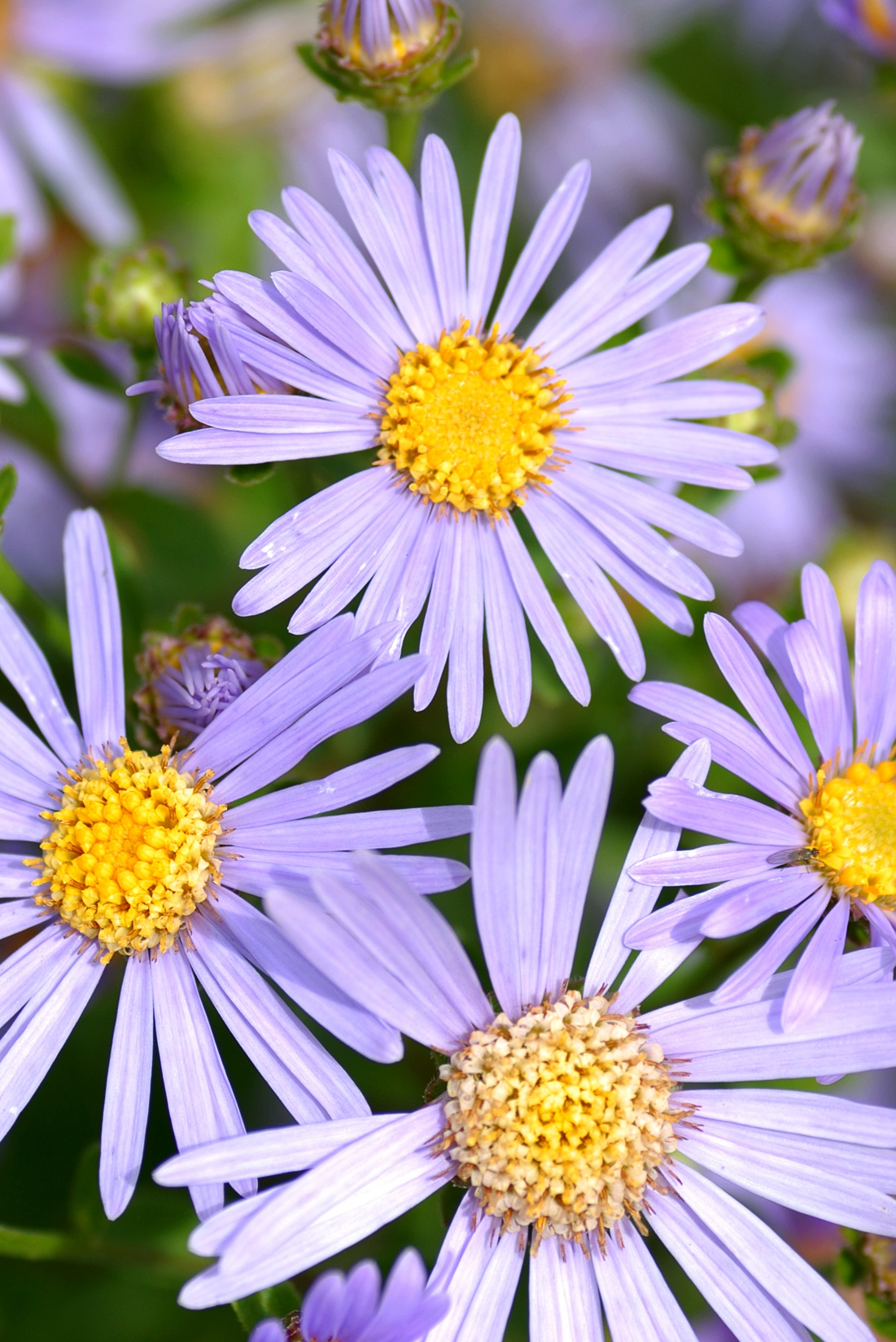
Flores

## Descripción
Alcanza los 20-70 cm de altura con el tallo erecto, de color rojizo ramificado. Las hojas son color verde y sésiles y sin brillo las superiores y pecioladas las inferiores.

## Distribución
Tiene una amplia distribución que abarca el Mediterráneo , América Central, desde el Atlántico al este de Europa y desde el Báltico al oeste de Siberia y el Cáucaso.

## Taxonomía
Aster amellus fue descrita por  Carlos Linneo y publicado en Species Plantarum 2: 873. 1753.
Etimología
El nombre del género ( Aster ) se deriva del griego y significa (en sentido amplio) "con forma de flor de estrella". Fue introducido por Linneo en 1735, pero el nombre era ciertamente conocido desde la antigüedad.
El epíteto específico ( amellus ) es el primer poema en la Geórgicas (Libro IV, 271-280) del poeta latino Publio Virgilio Marón ( 70 aC - 19 aC ), pero la etimología es oscura e incierta.
Variedad
- Aster amellus subsp. ibericus (Steven) V.E.Avet.

Sinonimia
| - Amellus officinalis Gaterau - Amellus vulgaris Opiz S - Aster acmellus Pall. - Aster albus Willd. ex Spreng. - Aster amelloides Hoffm. - Aster amelloides Besser - Aster atticus Pall. - Aster bessarabicus Bernh. ex Rchb. - Aster collinus Salisb. - Aster elegans Nees - Aster noeanus Sch.Bip. ex Nyman - Aster ottomanum Velen. - Aster pseudamellus Wender. - Aster pseudoamellus DC. - Aster purpureus Gueldenst. ex Ledeb. - Aster scepusiensis Kit. ex Kanitz - Aster tinctorius Wallr. - Aster trinervius [Invalid] - Diplopappus asperrimus (Nees) DC. - Diplopappus laxus Benth. - Galatella asperrima Nees |